# Al-Muzaffar ben Mansur
Sharaf al-Din Al-Muzaffar ben Mansur (+1314), fou el primer membre destacat de la dinastia muzaffàrida i qui li va donar el nom. Era el fill més jove de tres germans, però el que tenia mes talent de tots.
L'atabeg de Yadz, Yusuf Shah ibn Ala al-Dawla (1274/1275-vers 1290) li va concedir el govern de Maybud, una població propera a Yedz (a uns 20 km a l'oest) junta amb la població de Naduchan, i va reeixir en eliminar una banda de bandits provinents de Shiraz que operava a la zona.
Després que l'atabeg va matar els ambaixadors d'Arghun Khan, Yusuf Shah va haver de fugir a Sistan i Muzaffar el va acompanyar, però un intent de matar-lo va fer que abandonés al seu senyor (1286) i es dirigís a Kirman on fou ben rebut pel kan Sultan Jalal al-Din Surghitmish Qara-Khitay (1282-1292) retornant un temps després a Yazd; fou aviat presentat a Arghun Khan que el va agafar al seu servei.
També el següent Khan, Gaykhatu (1291-1295) li va concedir el seu favor. L'atabeg Afrasiyab ibn Yusuf Shah (1288-1296) es va revoltar al Luristan i Gaykhatu va enviar a Muzaffar amb un exèrcit que va aconseguir sufocar la rebel·lió aconseguint que Afrasiyab tornés a la obediència. A la mort de Gaykhatu (inicis del 1295) Muzaffar va anar al campament de Ghazan Khan on va rebre les insígnies d'autoritat i fou nomenat amir-Hadzara o cap de mil homes. A finals de febrer de 1301 va néixer el seu fill Mubariz al-Din Muhammad.
A la mort de Ghazan (1303) el va succeir Oldjeitu que va encarregar a Muzaffar, a més del districte de Maybud, el control de la ruta des d'Ardistan a Kermansah i de la ruta de Harat -no pas Herat- i Merv fins Abarkuh i Marwast. Va participar en la campanya del kan al Gilan.
Va tenir un enfrontament amb el visir Rashid al-Din Juvayni que el va obligar a deixar la cort i tornar a Yedz, però el lloctinent del visir, Sayyid Jalal al-Din Kashi va aconseguir le reconciliació. El 1307 Muzaffar fou enviat a Yadz i Shiraz amb el seu fill Mubariz al-Din (de nomes uns 7 anys). El 1311 Oldjeitu va anar a Bagdad i Muzaffar el va anar a trobar a Khanikin. Poc després se li va encarregar sotmetre als revoltosos Shabankara i poc després va caure malalt i encara que es va recuperar als tres mesos, va tenir una recaiguda causada suposadament per verí i va morir el 9 de març de 1314.
El seu cos fou portat a Maybud on fou enterrat. Deixava un fill (el ja esmentat Mubariz al-Din Muhammad) i tres filles, la més jove de les quals es va casar amb el seu parent Badr al-Din Abu Bakr i foren els pares de Shah Sultan. Una de les altres dues filles fou la mare de l'esposa del sultà jalayírida Ahmad i la filla restant fou la mare de Ghiyath al-Din Muhammad ibn Kutb al-Din Sulayman Shah ibn Mahmud ibn Kamal.
Amb només 13 anys el va succeir el seu fill Mubariz al-Din Muhammad.